# Tornos erectarius
Tornos erectarius är en fjärilsart som beskrevs av Grossbeck 1909. Tornos erectarius ingår i släktet Tornos och familjen mätare. Inga underarter finns listade i Catalogue of Life.